# Infanterist der Zukunft

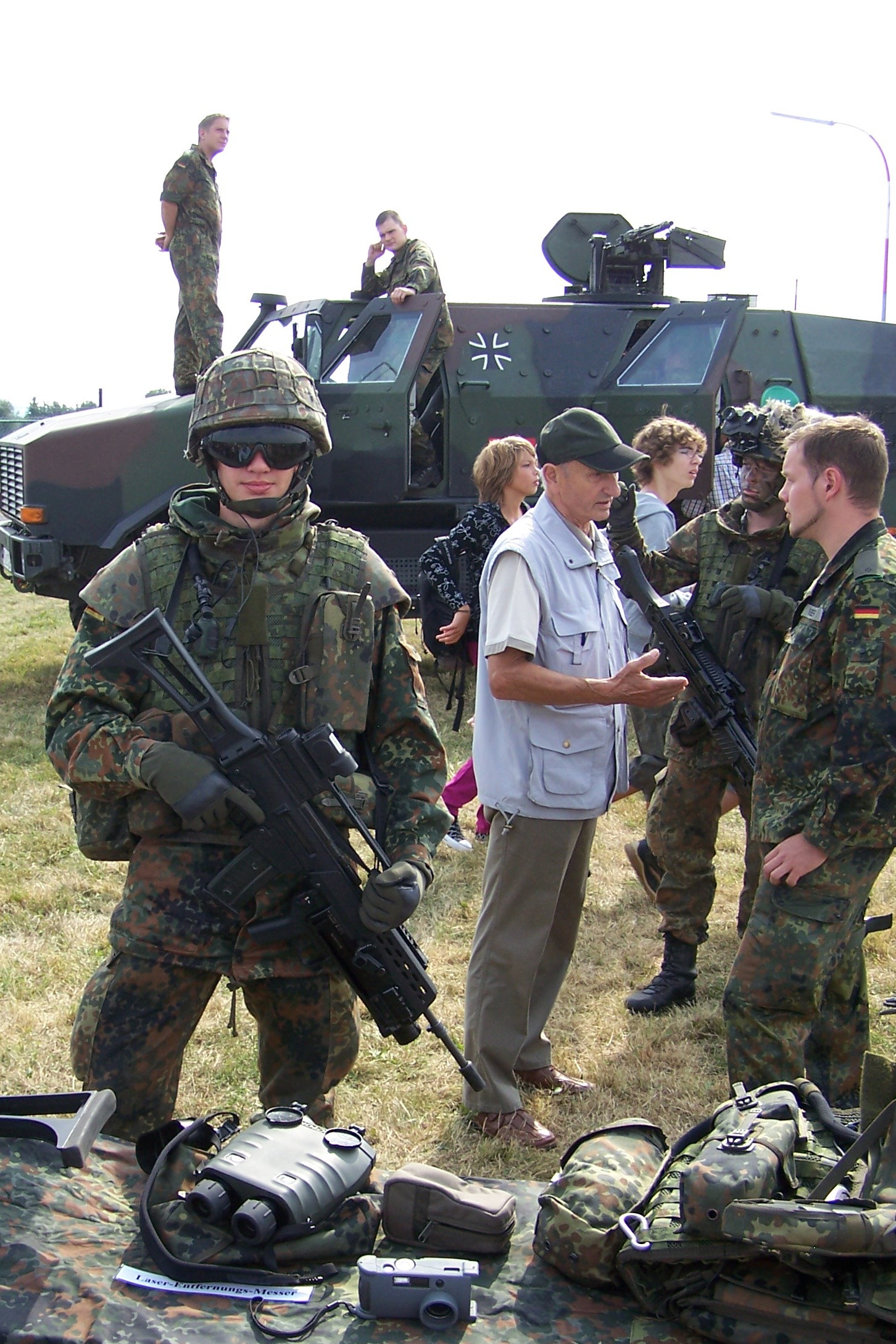
IdZ-Demonstration. Der Soldat trägt allerdings nicht das komplette System. Die Ausrüstung besteht aus der alten Splitterschutzweste, dem Tragesystem und aus der Splitterschutzbrille EPS 21. Im Vordergrund auf dem Tisch liegen das Fernglas Vector IV und die Digitalkamera.

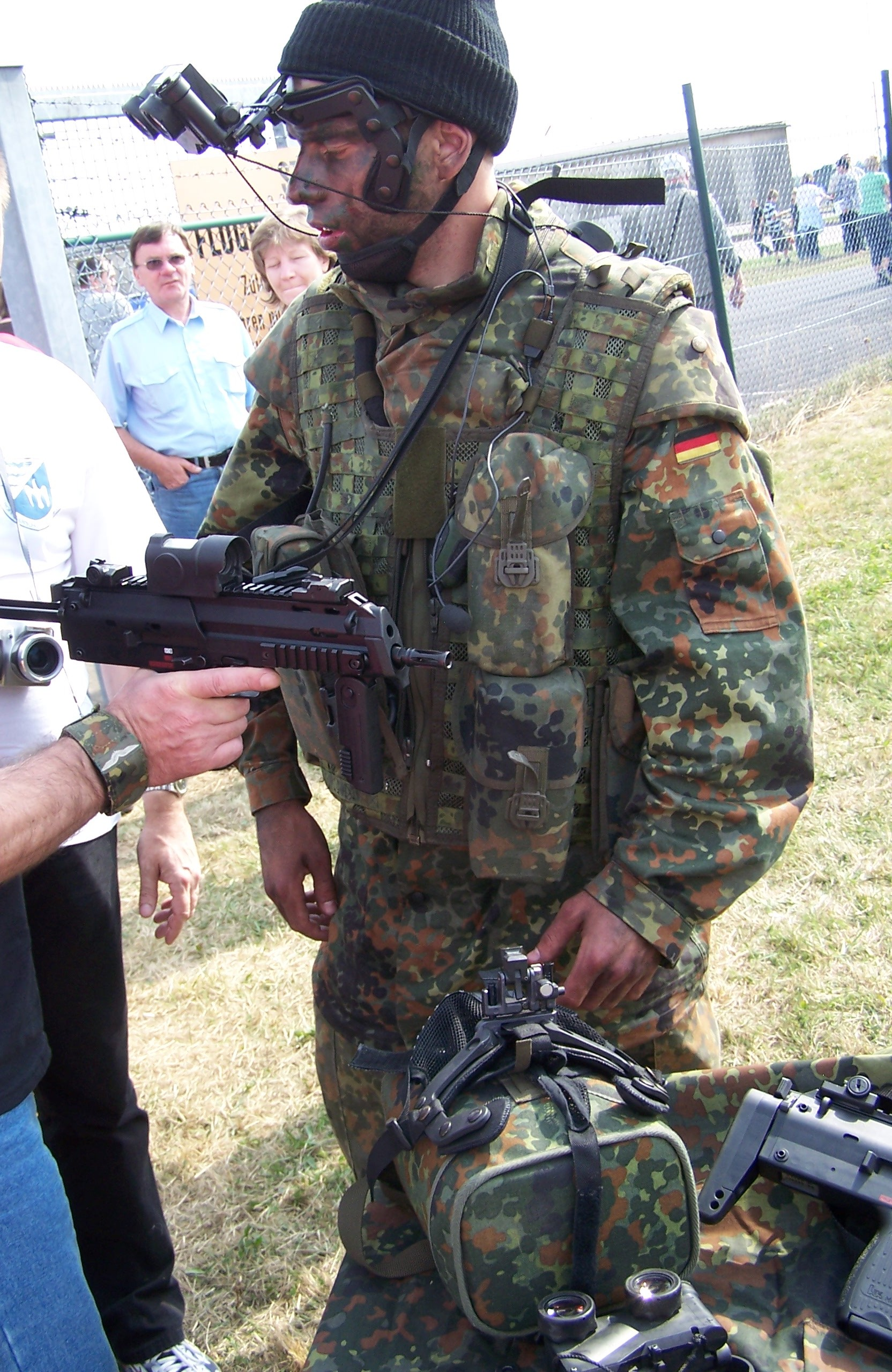
Nahansicht. Hier trägt der Soldat die alte Splitterschutzweste, das Tragesystem und die Restlichtverstärkerbrille Lucie. Die Waffe ist eine MP7.

Infanterist der Zukunft (IdZ) ist ein deutsches Modernisierungsprojekt für die Infanterie, das in der NATO unter dem Schlagwort Future Soldier läuft und der Verbesserung der persönlichen Gefechtsausrüstung der Infanterie in der Bundeswehr dient. Die herstellerseitige Gesamtsystemverantwortung liegt bei der Rheinmetall Defence Electronics aus Bremen. Aktueller Systemstand ist Infanterist der Zukunft – Erweitertes System Konstruktionsstand Very High Readiness Joint Task Force 2023.

## Gründe und Planungsziele
Seit dem Ende des Kalten Krieges haben sich die Aufgaben der Bundeswehr von der reinen Verteidigung des Staatsgebietes der Bundesrepublik Deutschland und der verbündeten Staaten hin zu internationalen Einsätzen mit und ohne UN-Mandat gewandelt.
Die Ausrüstung eines Soldaten unterteilt sich in
- persönliche Gefechtsausrüstung mit Handwaffen und Waffenanbauteilen, Schutzausrüstung,
- Aufklärungs- und Orientierungsausrüstung und
- Feld- und Biwakausrüstung.

Die Integration handelsüblicher Komponenten und bereits eingeführter Ausstattung soll langfristig Kosten sparen.

## Ziele
Steigerung von
- Durchsetzungsvermögen
- eigener Überlebensfähigkeit
- Führungsvermögen
- Beweglichkeit
- Durchhaltevermögen

## Komponenten Infanterist der Zukunft

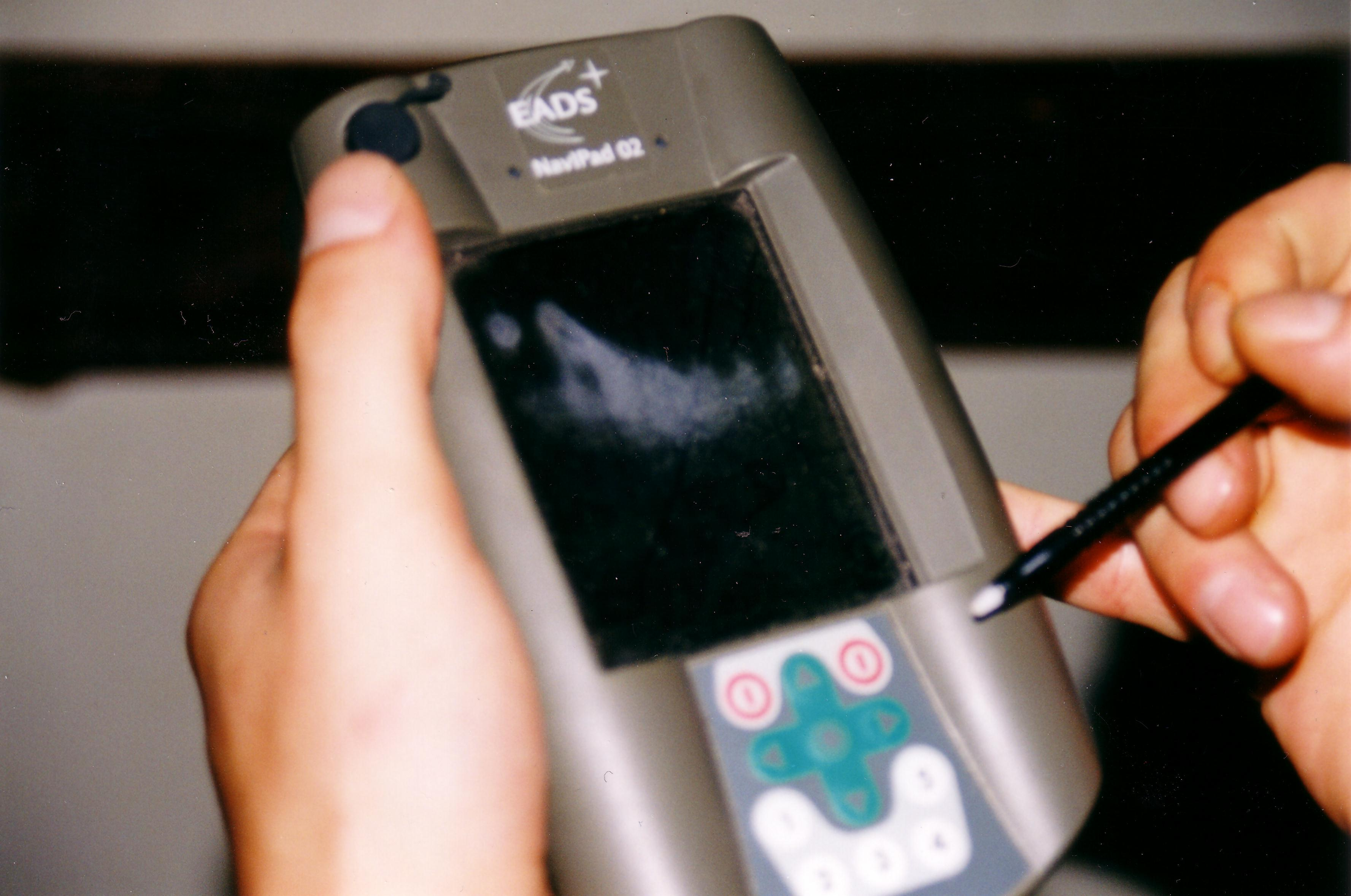
Vorgängermodell des PDA beim Feldtest im Kosovo

Das Programm „Infanterist der Zukunft“ macht moderne Techniken und Materialien für die persönliche Ausrüstung des Soldaten nutzbar. Die Bestandteile sind modular in Ausrüstungsschichten aufgebaut, um sie der Einsatzsituation anzupassen. Das Basissystem BS setzt sich aus Ausstattung, Bekleidung und dem Gewehr G36 zusammen. Mit dem IdZ-2 wird das System neu entwickelt. Nach dem Abschluss von Vorserientests ist eine Beschaffung von 4000 IdZ-2-Einzelausstattungen geplant. Dies weist je nach Zusammenstellung ein Gewicht zwischen 57 und 66 Kilogramm für die gesamte Ausrüstung auf.
1A Ausstattung Infanterist
- Schutzweste, Inf
- Trageausstattung, Inf
- Trinksystem 2-Liter-Wassersack mit Trinkschlauch,
- Schutzbrille, Laser, Staub
- Gehörschutz
- Sprechsatz, Kombi
- Funkgerät, UHF, Inf
- Schnittstellenrechner, Inf
- ABC-Schutzbekleidung, Inf[3]
- Strahlendosimeter, Niedrigstrahlung

1B Zusatzausstattung
- Nahbereichsverteidigungswaffe HK MP7
- Le. Maschinengewehr HK MG4
- Gewehr gr. Reichweite G82
- Modul Treffgenauigkeitserhöhung PzF3
- Digitalkamera
- Abschussgerät 40 mm AG36 1,5 kg
- WBG – Handwaffen
- Stativ, antimagnetisch

1C Ausst. Jäger/1D Ausst. Geb.Jäger/1E Ausst. Fsch.Jäger
- Netzteil
- Ladegerät, Batterie, Schnittstellenrechner
- Ladestation, Blockbatterie
- Laserlichtmodul, Satz
- BiV-Fernrohr*
- BiV-Gerät NSA 80
- Trageausstattung, Ergänzungssatz
- Laserentfernungsmesser, BT
- BiV-Brille Leica

Diese Ausstattung soll an alle Soldaten mit Gefechtsauftrag ausgegeben werden; Zusatzausstattung der Gebirgsjäger wird ein Höhenmesser. Bei 1C existiert zusätzlich der Einbausatz Dingo, Fuchs, LKW; bei 1D der Einbausatz BV-206, LKW; bei 1E der Einbausatz ESK, LKW.
(BiV Bildverstärker als Nachtsichtgerät durch Restlichtverstärkung)

### Tragesystem
Das modulare Tragesystem besteht aus einer Trageweste mit Rückenteil und zwei Vorderteilen und ersetzt das bisher übliche Koppeltragegestell. Taschen für Munition oder andere Ausrüstungsgegenstände können an die Trageweste angeschlauft werden. Auf dem Rückenteil lassen sich mit Reißverschlüssen zwei Taschen als sogenannte Daypacks mit je zehn Litern Fassungsvermögen befestigen. Zusätzlich umfasst die Ausrüstung einen Zwei-Liter-Wassersack mit Trinkschlauch Camelbak. Die Ausrüstung wird dabei in Ausrüstungsschichten angeordnet. Das Tragesystem ist jedoch nicht an den bei der Truppe eingeführten großen Rucksack oder den kleinen Gefechtsrucksack adaptiert und kann nicht mit diesen zusammen getragen werden.

### Schutz
- Splitter-, Staub-, UV- und Laser-Schutzbrille EPS21
- Beschusshemmende Weste als modulare Schutzweste mit Stichschutz und einlegbaren Keramikplatten der Schutzklasse IV .308, Gewicht zwischen 10,5 und 12 Kilogramm
- Schutz gegen atomare, biologische und chemische Waffen

### Führungshilfsmittel

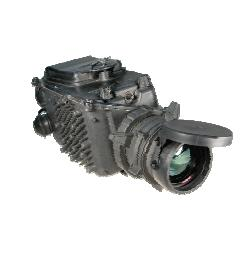
Das ursprünglich vorgesehene, nicht beschaffte Wärmebildzielgerät AN/PAS-13 von Raytheon für das HK G36
5-fache Vergrößerung, 10-fach möglich

- UHF-Gruppenfunkgerät für Sprach- und Datenfunk
- Sennheiser-In-Ear-Headset mit integriertem Impuls-Schallschutz
- Global Positioning System
- Personal Digital Assistant EADS-NaviPad (PDA) mit digitaler Kartensoftware und Digitalkompass
- Digitalkamera

- Fernglas Vectronix (ehem. Leica Geosystems) Vector IV mit Laserentfernungsmesser und Digitalkompass
- Nachtsicht- und Wärmebildgerät
  - Restlichtverstärkerbrille Lucie, Restlichtverstärkerfernrohr BIG 35
  - Wärmebildzielgerät HuntIR von AIM Infrarot-Module (Bild rechts zeigt das ursprünglich vorgesehene, nicht beschaffte Modell von Raytheon)

BiV-Brille LUCIE
Jeder Infanterist soll mit einer Restlichtverstärkerbrille Lucie ausgestattet werden. Die Brille kann am Helm befestigt oder mit Kopftragegestell getragen werden. Durch eine Reichweite von 15 cm bis 250 m soll sie sicheres Bewegen, Lesen von Texten sowie die Bedienung von Ausrüstungsgegenständen auf kürzeste Entfernung ermöglichen. Die verwendete HyperGen XD-4 wiegt 360 Gramm; sie hat eine Einsatzdauer von mehr als 60 Stunden mit einer 1,5-V-AA-(Mignon)-Monozelle und einen Betriebsbereich von −30 °C bis +45 °C. Des Weiteren wird sie in Verbindung mit dem Laserlichtmodul als Zielsystem im unsichtbaren Bereich eingesetzt.
BiV-Fero, leicht
Die Gruppe wird mit zwei Restlichtverstärkerfernrohren BIG 35 für die Gruppen-Zielfernrohrschützen ausgestattet werden, um Beobachtungsentfernungen von bis zu 800 Metern zu erreichen. Das Gerät ist mit einer BiV-Röhre ausgestattet, wiegt 840 Gramm und besitzt eine Einsatzdauer von mehr als 30 Stunden mit einem Batteriesatz von zwei 1,5-V-AA-Monozellen. Werden Lithium-Ionen-Akkus verwendet, steigt die Einsatzdauer auf 100 Stunden.
Nachtsichtaufsatz NSA80
Der NSA80 als Zielhilfsmittel für das Gewehr G36 soll achtmal in der Gruppe eingesetzt werden. Es ist baugleich mit dem BiV-Fero, leicht, der optische Einblick ist formgeändert. Für den Einsatz als Zielhilfsmittel wird das durch das BiV-Fero erzeugte Bild vor die Tagesoptik der Waffe gespiegelt. Der Schütze nutzt für den Feuerkampf weiterhin die Markierungen der jeweiligen Strichplatte. Das BiV-Zielgerät muss entsprechend der Optronik des G36 justiert werden.
Wärmebildzielgerät
Die bisher nur bei schweren Waffen genutzten Wärmebildgeräte (WBG) sollen auch in der Infanteriegruppe Verwendung finden. Dies ist durch die Verwendung von ungekühlten WBG möglich. So sollen die kürzere Reichweite und die Mängel der Restlichtverstärkertechnologie ausgeglichen werden, da mit BiV-Geräten nicht in dunklen Bereichen beobachtet werden kann. Die Infanteriegruppe soll mit zwei dieser WBG ausgestattet sein, die sowohl Zielgeräte auf Waffen als auch Beobachtungsgeräte zum Einsatz auf Stativen sein sollen. Es handelt sich um Geräte vom Typ TWS AN/PAS-13 A(V) mit einem Gewicht von 2,5 Kilogramm und einer Optik mit einem Sehfeld von 3 Grad bzw. 10 Grad. Das Gerät arbeitet im ersten thermischen Fenster, also der Wellenlänge 3,4–4,2 µm; die Stromversorgung erfolgt durch Akkus, die eine Einsatzdauer von mehr als acht Stunden gewährleisten. Für den Einsatz als Beobachtungsgerät wird das erzeugte Bild umgewandelt und auf einem externen Display angezeigt.

## Komponenten Infanterist der Zukunft Erweitertes System (IdZ-ES)Gladius

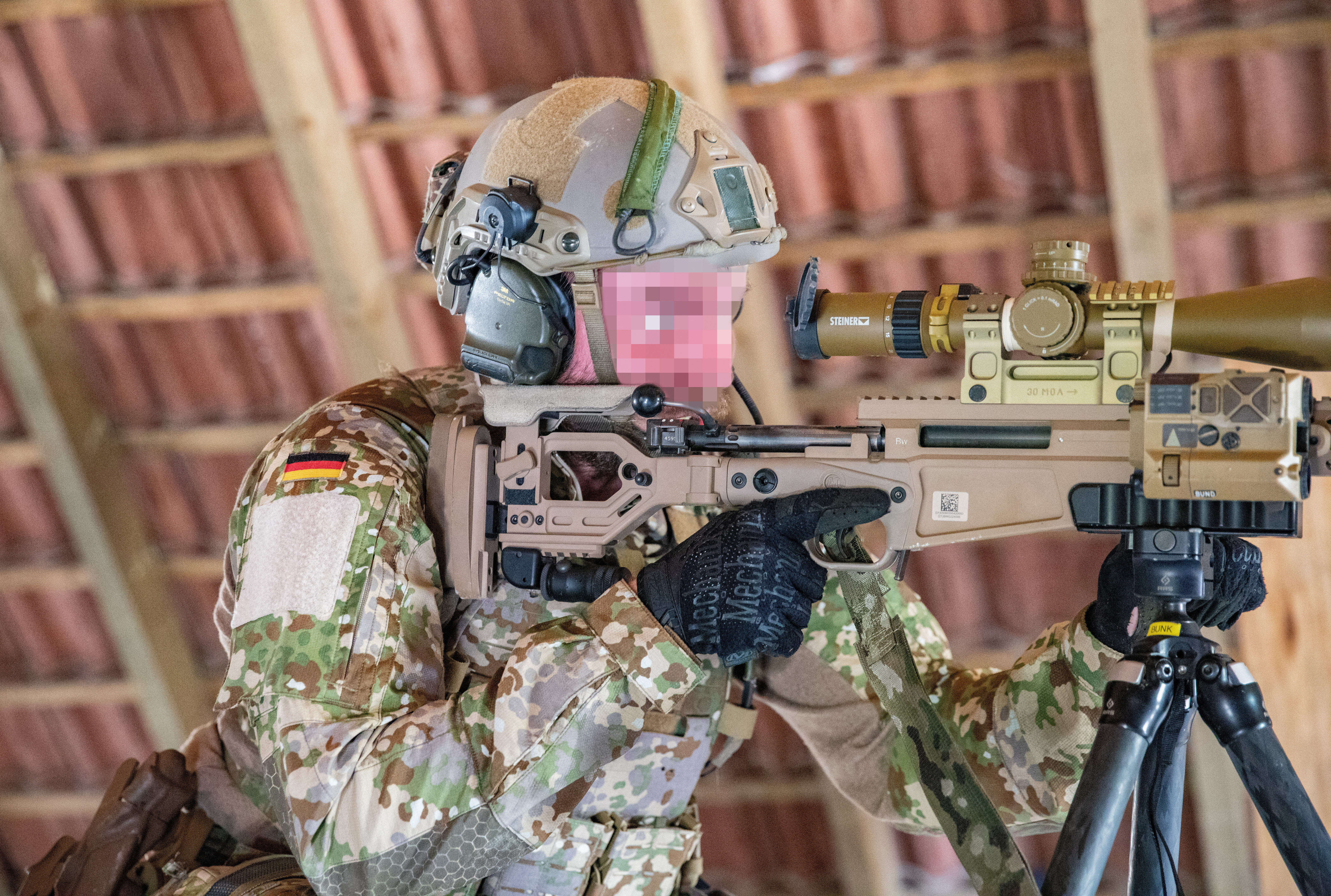
Angehöriger des KSK mit Ops-Core FAST Helm

Hauptauftragnehmer für die zweite Realisierungsphase ist das Unternehmen Rheinmetall Defence Electronics (Bremen). Der Auftrag für die Modernisierung der infanteristischen Bundeswehr-Ausstattung erging 2006 an Rheinmetall.
IdZ-ES besteht aus rund 20 Ausstattungskomponenten in den drei Kernbereichen:
- Bekleidung, Schutz- und Trageausstattung (BST)
- Waffen, Optik und Optronik (WOO)
- Command, Control, Computers, Communications and Information (C4I).

Die bisherige Schutzweste wird durch eine weichballistische SK1-Schutzweste mit integriertem Belüftungssystem abgelöst, die Schutz vor Pistolengeschossen bis 9 Millimeter bietet. In das modulare Tragegestell können hartballistische Schutzplatten der Schutzklasse 4 integriert werden.
Am zum System gehörenden Ops-Core FAST Ballistic Helmet, einem Gefechtshelm mit einem Gewicht von 1328 Gramm in Gr. M, L, können verschiedene Anbauteile angebracht werden beispielsweise Lampen. Der neue Helm wiegt bei gleicher Schutzwirkung 20 Prozent weniger als der bisherige. Im Helmdisplay erkennt jeder Einzelschütze mit einem Auge die Positionen aller Gruppenmitglieder.
Das Nacre-Headset, ein individuell angepasster Innenohr-Sprechsatz, erlaubt leises Sprechen und verzichtet auf ein Mikro. Die Sprachsignale werden über den Innenohrknochen aufgenommen. Das Headset dient gleichzeitig als Gehörschutz, der bei zu hoher Geräuschbelastung automatisch abriegelt. Bei Bedarf können Umgebungsgeräusche verstärkt werden. Push-to-talk-Tasten (PTT) ermöglichen Funk, ohne den Blick von der Optik oder die Hand von der Waffe zu nehmen.
Das Tragegestell beinhaltet den „Elektronischen Rücken“ mit Systemrechner, Funkgerät, GPS-Empfänger und Akkus. Der tragbare Führungsrechner ermöglicht den Zugriff auf den Soldaten, um den „Network Centric Warfare“ zu führen, mit dem Vorteil, dass der Soldat weniger durch Eigenbeschuss gefährdet ist. Das Bedien- und Anzeigegerät (BAG) ist ein ergonomisch geformtes Griffstück, das über einen Acht-Wege-Schalter sowie Tasten für Auswahl und Abbruch zur Steuerung des Kernrechners verfügt. Auch Gruppen- und Führungsfunkgerät können über diesen bedient werden. Das System zeigt die aktuelle Position eigener Kräfte, den eigenen Standort mit Bewegungsrichtung sowie die Blickrichtung in der digitalen Lagekarte. So erhält jeder Soldat Lageinformationen, Bewegungsbefehle und Meldungen der Gruppenmitglieder.
Gruppenführer und Stellvertreter verfügen über einen „Tragbaren Führungsrechner“ (TFR). Dieser dient der Lagedarstellung und hilft dem Führer bei Planung und Überwachung des Gefechts. Über das Gruppenfahrzeug SPz Puma oder GTK Boxer lässt sich das Führungsinfosystem Heer nutzen.
Ergebnisse des Laserentfernungsmessers „Moskito“ können per Knopfdruck über Bluetooth zum Kernrechner übertragen werden. Die Daten können an die Gruppe übermittelt, und im BAG sowie Helmdisplay abgerufen werden. Sie können zudem an die übergeordnete Führung weitergegeben werden, oder als Zielmeldung für Artillerie oder Mörser, um Steilfeuer abzurufen.
Das Sturmgewehr G36 wurde im Kampfwert mit der Zieloptik (ZO) 4x30 und dem Reflexvisier Red Dot Small Arms (RSA-S) gesteigert. Diese sitzen auf einer niedrigen Picatinny-Schiene. Die sehr robuste und lichtstarke Zieloptik ZO 4x30 hat ein doppelt so großes Sehfeld wie die alte. Ein Nachtsichtvorsatz (NSV) IRV-600 von Carl-Zeiss Optronics (jetzt Hensoldt) mit einem Gewicht von 1.090 Gramm incl. Batterien lässt sich adaptieren, ohne dass der Restlichtverstärker auf die Waffe eingeschossen werden muss. Alternativ auch ein 390 g schwerer Nachtsichtvorsatz bis 100 Meter vom Typ Dragon-C des Herstellers Qioptiq.
Die modulare Bekleidung ist für alle Klimazonen und Temperaturen von −32 °C bis +45 °C geeignet und ermöglicht eine individuelle Anpassung. Dazu gehört auch Wollunterwäsche von Woolpower für den Winter der Klimazonen trocken-kalt und feucht-kalt sowie Baumwoll-Kunstfaserunterwäsche für die Klimazonen feucht-kalt Sommer bis trocken-heiß.
Bereits 2012 wurden als Einstieg in die Beschaffung 30 Systeme Infanterieausrüstung für je eine Gruppe geliefert, insgesamt für 300 Soldaten. Das Unternehmen wurde mit der Lieferung weiterer 60 Systeme mit einem Auftragsvolumen von 84 Millionen Euro beauftragt. Damit beliefen sich die Kosten der Ausrüstung für jeden Infanteristen auf 140.000 Euro.

### Waffensysteme

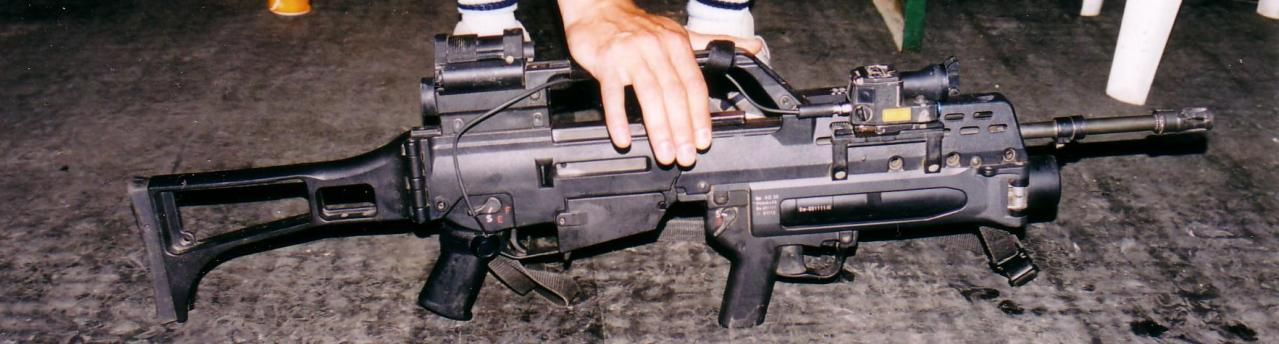
Waffenkonzept aus dem Prototypstatus im Kosovo 2002

- G36 Kaliber 5,56 × 45 mm NATO Heckler & Koch 3,63 kg ohne Munition – Standardwaffe des IdZ
  - Waffenzubehör sind
    - Multifunktionslaser und Weißlichtlampe LLM-VR (Laser light module Vario-Ray – Nachfolger des zuvor genutzten LLM01)
    - Nachtsichtaufsatz (NSA 80) 1,2 kg
    - Wärmebildgerät HuntIR 3 kg.

- Zusatz- oder Wechselbewaffnung
  - HK P8 9 × 19 mm, 0,77 kg (ohne Munition) / HK P12 .45 (11,43 × 23 mm) 0,745 kg (ohne Munition)
  - AG36 40-mm-Anbau-Granatwerfer 1,5 kg (ohne Munition)
  - Panzerfaust 3 mit Abfeuereinrichtung Dynarange mit Laserentfernungsmesser, Drehratensensor und Feuerleitrechner – erhöhte Ersttrefferwahrscheinlichkeit. Kampfentfernung gegen stehende und bewegliche Ziele 600 Meter mit PzFst 3-IT-600 15,1 kg (Abfeuereinrichtung mit einer Patrone),
  - Panzerfaust RGW 90 MATADOR (Wechselbewaffnung) 10 kg
  - HK MG4 (Maschinengewehr 4) 5,56 × 45 mm NATO 7,35 kg (ohne Munition)
  - HK MG5 7,62 × 51 mm NATO 9,9 kg (ohne Munition)
  - MP7 (Maschinenpistole 7) 4,6 × 30 mm 1,9 kg (ohne Munition)
  - Kampfmesser KM 2000 0,525 kg
  - Scharfschützenwaffe
    - Gruppe kurze Entfernung G28 Kaliber 7,62 × 51 mm (.308 Winchester), 7,9 kg
    - Zug mittlere Entfernung G22 Kaliber 7,62 × 67 mm (.300 Winchester Magnum), 8,1 kg
    - Kompanie große Entfernung und technisches Gerät** G82 Kaliber 12,7 × 99 mm (.50 BMG), 12,9 kg

  - HK P2A1 Signalpistole 0,52 kg

- Zusatz- oder Wechselbewaffnung nur bestimmte Kräfte oder geplant
  - Benelli M4 Selbstladeflinte (nur KSK, Feldjäger, Marineschutzkräfte/KS, Luftlandebrigade)
  - Remington 870 Repetierflinte**
  - HK MG5 Gewicht 9,9 kg als Ersatz für das MG3

Sowohl das G82 als auch die Remington 870 / Benelli sind gemäß Weisung nur gegen materielle Ziele (d. h. nicht gegen Personen) einzusetzen. Für den rechtskonformen Einsatz durch die eingesetzte Munition sind von den Bedienern rechtsverbindliche Befehle nach einem Rechtsgutachten des BMVg gegenzuzeichnen.
Schalldämpfer sind nur für bestimmte Waffen und in ausgewählten Verbänden verfügbar

zur ursprünglichen Ausrüstung mit Handfeuerwaffen siehe Liste der Handwaffen der Bundeswehr

### Feld- und Biwakausrüstung
Diese auch als dritte Ausrüstungsschicht bezeichnete Ausrüstung, Gesamtgewicht rund 18 kg beinhaltet:
- Rucksäcke und Trageausrüstung
  - Rucksack klein 30 l oliv Polyamid
  - Kampfrucksack 5-Farben oder 3-Farben-Tarndruck 50 l Polyamid[7]
  - Rucksack groß 110 l + Einsatzrucksack 30 l oliv (nur Spezialkräfte) 3000 g
    - zusätzlich als Transportverpackung – Kampftragetasche 80 l, Seesack 100 l, Wäsche- und Transportsack 140 l

  - Koppeltragegestell oder Ausrüstungsträger Chest-Rig mit Schlaufensystem
- Modulares Schlafsacksystem mit Unterlegplane, Falt-Isomatte, Zeltbahn
  - (Kunstfaser-)Schlafsack allg.(1) Klimazone C feucht-kalt Sommer Tcomf −15 °C, Tmax −35 °C, Gewicht 1950 g + Packsack 200 g
  - (Kunstfaser-)Schlafsack Tropen Klimazone A Tcomf +4 °C Tmax −10 °C
  - Schlafsacküberzug (Biwaksack) Drei-Lagen-Laminat
    - alle zusammen für Klimazone C Winter bis −45 °C Tmax
- Zeltbahn
- Kochgeschirr mit Essbesteck und Esbitkocher, Brotdose, Feldflasche und Wassersack mit Trinkschlauch, Tagesverpflegung als Epa
- Klappspaten
- persönliche Ausrüstungsteile Kleinteile (u. a. Mückenkopfnetz)
- persönliche Ausrüstung Selbst- und Kameradenhilfe (Verbandpäckchen mittel, Verbandpäckchen Brandwunden, Dreiecktuch, Rettungsdecke, Schutzhandschuhe, Beatmungsfolie, Wundschnellverband)
- persönliche ABC-Schutzausrüstung aus Poncho und ABC-Schutzmaske 2000
- Wind-Nässeschutzbekleidung, ein Satz lange Unterwäsche und Reservestrümpfe, Wärmeunterbekleidung, ggf. Ersatz-Feldanzug, Putz- und Nähzeug, Waschzeugbeutel mit Inhalt und Frotteetuch
- Breithaupt Marschkompass

(1) löst (Mumien-)Schlafsack allgemein 1980, sowie (Daunen-)Schlafsack Fernspäher und Schlafsack Winter ab

#### Bekleidung
- Feldanzug 1990 Tarndruck mit Flecktarn (Bundeswehr) – feucht-kalte Klimazone D =(A3+C1)
- Feldanzug 5-Farb-Tarndruck (Dschungeltarn) – feucht-heiße Klimazone B (Regenwald)
- Feldanzug 3-Farb-Tarndruck Tropentarn – trocken-heiße Klimazone A (Steppe A1, Savanne A2, Wüste A3)
- Wintertarn mit weiß/tarnfleckgrün oder weiß

jeweils mit Kampfstiefeln oder Bergstiefeln sowie Kampfhandschuhen
Die Ausstattung Schneetarn mit Schneetarn-Überjacke und -überhose sowie Helmtarnbezug soll weiterhin nur als Truppenausstattung ausgegeben werden. Eine weiße Schneetarn-Strick- oder Wintermütze sowie eine weiße Kopfhaube und ein Rucksacküberzug Schneetarn fehlen aber weiterhin und sind nicht Bestandteil der Ausstattung.

Im Zusammenhang mit der Ausrüstung „Infanterist der Zukunft“ ist die Kampfbekleidung Einsatz/Übung zu betrachten, da diese unter der Feldausrüstung zu tragen ist.

#### Gruppenausrüstung (Infanterie)
- Pioniersatz leicht Infanterie mit Spaten, Säge, Beil, Axt, Kreuzhacke, Verlegevorrichtung Bandstacheldraht
- Widerhakensperrdraht als S-Draht und Bandstacheldrahtrollen für Verlegevorrichtung
- Verpflegungssatz Einmannpackung Gruppe
- Wasserkanister
- Munitionsausstattung Reservemunition, Sprengmittel und Versorgungssatz Gruppe
- Ausrüstung Selbst- und Kameradenhilfe Gruppe mit Bergetuch

### Aufklärung
Mit Kleinstfluggeräten wie dem EMT Aladin, MIKADO oder mit kleinen geländegängigen Landfahrzeugen können ferngesteuerte Aufklärungs- und Überwachungsaufgaben in Häuserschluchten, Gebäuden und Kanalisation wahrgenommen werden, wenn der Einsatz von Menschen zu riskant wäre. Die Aufklärungsdaten dieser technischen Hilfsmittel können in das System des Infanteristen der Zukunft übertragen werden.

## Geschichte
Der Feldtest des Vorläufers wurde 2002 im Kosovo durchgeführt. Im Rahmen des Einsatzbataillons 1 der Task Force Prizren erprobte ein Jägerzug des Jägerlehrbataillons 353 in Zusammenarbeit mit der Infanterieschule Hammelburg das System auf Einsatztauglichkeit. Die Basisversion wurde 2003 in Afghanistan eingesetzt.
2012/13 erhielten Einheiten des Sicherungsbataillons 12 der 10. Panzerdivision aus Hardheim das IdZ ES von der Industrie, das als künftiger Standard für Auslandseinsätze der Bundeswehr geplant ist. In Afghanistan setzte das Gebirgsjägerbataillon 232 der Gebirgsjägerbrigade 23 aus Bischofswiesen als erstes die Ausrüstung im Einsatz ein.

## Kritikpunkte am Konzept Infanterist der Zukunft
Das Konzept verbesserte die Führung und Aufklärung auf dem Gefechtsfeld insbesondere für Out-of-area-Einsätze. Einsatzfahrzeuge wie das gepanzerte Transport-Kraftfahrzeug GTK Boxer „härten“ die bisher nur motorisierte Infanterie im Transport und auf dem Gefechtsfeld. Zusätzlich bieten sie Schutz gegen ABC-Kampfmittel. Dies führt aber auch zu einer Bindung der zu Fuß kämpfenden Infanterie an ihr Fahrzeug. Ihre Kampfweise gleicht sich damit der der Panzergrenadiere an.
Die Fahrzeuge erlauben keinen geschützten Transport der persönlichen Feld- und Biwakausrüstung der Soldaten, teilweise auch nicht der persönlichen Gefechtsausrüstung, wie beim ESK Mungo. Darüber hinaus kann die umfangreiche Gruppenausstattung wie Pioniermaterial, Wasserkanister, Verpflegung, zusätzliche Munition, Zusatzausstattung für den Orts- und Häuserkampf nur bedingt transportiert werden.
Da die gesamte Infanterie luftlandefähig ist, stellt die Ausstattung mit dem GTK eine Einschränkung der Beweglichkeit dar, da dieser nur lufttransportfähig ist. Kräfte der Infanterie im luftbeweglichen Einsatz mit Hubschraubern sind dann am Boden nicht mehr radbeweglich und die Ausstattung ist auf das GTK abgestützt. Der Einsatz von Kraftfahrzeugen ist darüber hinaus nicht überall möglich – nicht in stark bedecktem, durchschnittenem oder urbanem Gelände. Diese Schwäche in der Gefechtsweise und Ausrüstung westlicher Armeen wird daher von geringer technisierten Feindkräften genutzt, um das Gefecht in für den mechanisierten Gegner ungünstiges Gelände zu verlegen.
Die Ausstattung mit elektronischem Gerät verbesserte zwar die Führung und den Informationsfluss zwischen den Führungsebenen, gleichzeitig steigt aber auch die Informationsbelastung des Soldaten, der neben dem Gefechtseindruck auch noch die Informationen seines IdZ verarbeiten soll. Die steigende Anzahl von „Verbrauchern“ führt zu einem hohen Bedarf an Batterien für die Stromversorgung. Daneben steht die steigende Informationsflut für Soldaten auf allen Ebenen und die Durchgriffsmöglichkeit höherer Führungsebenen auf die unterste Gefechtsebene, ohne die vollständige Gefechtslage zu kennen und gleichzeitig die untere Gefechtsebene mit Informationsabbruch oder Informationen zu belasten. Zusätzlich erschweren die Leuchtbildschirme die Tarnung bei Dunkelheit. Der Tabletcomputer kann nur mit einem Stylus-Stift bedient werden. So soll in Afghanistan einem Trupp der unter Beschuss geriet und dessen Stylus-Stift verloren gegangen war, der notwendig ist um per Datenfunk die eigenen Koordinaten für die Anforderung von Unterstützung durchzugeben, es nicht möglich gewesen sein Feuerunterstützung anzufordern.
Für das zukünftige System IdZ ES gelten Kritikpunkte wie das Gewicht, die nur bedingte Erneuerung der Feld- und Biwakausrüstung – diese entspricht in keiner Weise mehr den Erfordernissen und heutigen langjährig bewährten Möglichkeiten. Dies führt dazu, dass sich Soldaten teilweise „befehlswidrig“ selbst ausrüsten. Beim Gewicht der Gefechtsausrüstung, das mit 23 Kilogramm (davon 14 Kilogramm für die Schutzweste) angegeben wird, wurde die Feld- und Biwakausrüstung, die für den langfristigen Erhalt der Gefechtsfähigkeit notwendig ist, außer Acht gelassen. Dadurch erhöhte sich die körperliche Belastung für den Soldaten um weitere 16 kg Gewicht. Hinzu kommt das Gewicht weiterer Waffen wie Panzerfaust oder zusätzliche Munition. Dies führt dazu, dass weitere Ausrüstung nicht mehr mitgetragen, sondern lediglich mit dem Fahrzeug transportiert werden kann. Medizinische Notfallausrüstung soll aus diesem Grund schon auf dem Fahrzeug verblieben sein und war damit unter Beschuss außer Reichweite für verwundete Soldaten.
Die bereits zu einem früheren Zeitraum eingeführten Handfeuerwaffen – insbesondere das G36 mit Anbauteilen – erhöhen die Nachtkampffähigkeit. Auf einen Drei-Schuss-Begrenzer, um den Munitionsverbrauch einzuschränken, wurde verzichtet. Entsprechend hoch ist der Bedarf an Munitionsnachschub mit den entsprechenden Versorgungsfahrten. Die Waffe ist nicht durch ein Zweibein abgestützt, die Schulterstütze nicht variabel und die übereinander gebauten Rotlichtvisier und Zielfernrohr sind nicht optimal für den gezielten Schuss geeignet. Die kleinere Munition im Kaliber 5,56 × 45 mm führte zu einer Verminderung der Durchschlagfähigkeit von Hindernissen. Diese Schwäche zeigte sich auch in den Infanteriegefechten in Afghanistan. Bei der Unterstützung durch Bordwaffen, wie sie der Panzergrenadiertruppe zur Verfügung steht, ist dies weniger gravierend. Jedoch stehen Schützenpanzer im asymmetrischen Konflikt und besonders nach luftbeweglichem Einsatz meist nicht zur Verfügung. Dem Mangel der wenig durchschlagskräftigen (Standard-)Munition wird durch den Einsatz von teurer Hart- und Doppelkern-Munition entgegengewirkt. Diese hat allerdings geringe Mannstoppwirkung. Der Maschinenkarabiner HK G36 weist darüber hinaus bauartbedingt als Gasdrucklader Problematiken gegenüber einem teurer zu produzierendem Rollenverschluss auf, da die gleiche Menge an Pulverrückständen einer Patrone desselben Kalibers nur über die Gasdruckdüse und den Gaskolben abgeführt werden. Einem „verdrecken“ soll durch eine während des Gefechts zu bedienende Stellschraube wie schon beim FN FAL G1 behoben werden.
Durch die Wiedereinführung von durchschlagskräftigerer Munition im Kaliber 7,62 × 51 mm wie beim Gruppen-Zielfernrohrschützen wird die vormals geforderte Vereinheitlichung der Munition und der Versorgung wieder zurückgestellt. Die teilweise Verwendung des MG3 statt des HK MG4 im Einsatz zeigt den Bedarf der Truppe an einem durchschlagskräftigeren tragbaren MG. Der neu eingeführten Maschinen-Granatwerfer HK GMW ist zwar grundsätzlich ohne Fahrzeug beweglich, durch sein Gewicht jedoch nur im geringen Maß.
Die hinzukommenden Produktions- und technischen Mängel führen zu einer nicht vollständig einsatzfähigen Ausrüstung. So soll es zu fehlerhaften Koordinatenangaben durch GPS mit dem NaviPad gekommen sein, was darauf schließen lässt, dass ein Chip für den C/A-Code und nicht für den militärischen P/Y-Code verbaut wurde oder es Verbindungsprobleme zwischen NaviPad und GPS gibt.
Auch die Ausbildung der Soldaten mit der neuen Ausrüstung wird als mangelhaft kritisiert. Eine Einweisung erfolgt oft erst im Einsatzgebiet.
Mit der Einführung von weiteren Infanteriewaffen für die Gruppe und Zug wird das Argument für die Einführung des G36 als Allroundwaffe mit der Vereinheitlichung des Kalibers ad absurdum geführt. Mit dem neuen G28 mit Wechseloptik wird ein Schritt in die Verwendung einer der Situation angepassten Waffe vollzogen.

### Komponenten Infanterist der Zukunft Erweitertes System Gladius
Wie schon beim System IdZ steigt durch die vermehrte Ausstattung mit fernmeldetechnischem Gerät, welches permanent sendet, die Möglichkeit der Ortung der Sender-Empfänger mobil durch feindliche Elektronische Aufklärung. Dies erlaubt eine Bekämpfung der forward line of own troops durch feindliche Artillerie, die diese als Feuerlinie nutzen kann. Gleichzeitig steigt das Informationsaufkommen für den einzelnen Soldaten bei gleichzeitigem Gefechtseindruck.
In das Gewicht der IdZ Gladiusausrüstung wurde das Gewicht der Feld- und Biwakausrüstung nicht mit einbezogen. Diese soll auf dem Gefechtsfahrzeug verbleiben, von dem damit die Abhängigkeit steigt. Die Infanterie nähert sich in der Ausrüstung damit einer „Einheitsinfanterie“ an. Diese betrachtet jedoch nicht die für die Infanterie typischen Geländebesonderheiten mit Geländevertiefungen und Geländeerhöhungen sowie Gewässern und urbanem Gebiet, die das Gefechtsfeld für die Truppengattungen der Infanterie bilden.
Für die zur Ausrüstung Infanterist der Zukunft Gladius gehörenden Feldbekleidung Flecktarn siehe dort.
Das Bundeswehr Bundesamt für Ausrüstung, Informationstechnologie und Nutzung der Bundeswehr (BAAINBw) hatte seit 2012 in drei Losen insgesamt 90 Systeme zur Ausstattung für jeweils eine Zehn-Mann-Gruppe bei Rheinmetall beschafft.
Gemäß Meldung wurden im Juni 2017 zur Auslieferung bis 2020 weitere 68 Zugsätze (rund 2460 Soldaten) im Gesamtwert von 370 Mio. Euro bestellt, damit kostet durchschnittlich eine Mann-Ausstattung rund 151.000 Euro.